# Kosmos 526
O Kosmos 526 (em russo: Космос 526) também denominado DS-P1-Yu Nº 59, foi um satélite artificial soviético lançado ao espaço com sucesso no dia 25 de outubro de 1972 através de um foguete Kosmos-2I a partir do Cosmódromo de Plesetsk.

## Características
O Kosmos 526 foi o quinquagésimo nono membro da série de satélites DS-P1-Yu e o quinquagésimo terceiro lançado com sucesso após o fracasso dos lançamentos do segundo, do vigésimo terceiro, do trigésimo segundo, do quadragésimo, do quadragésimo quarto e do quinquagésimo quarto membros da série. Sua missão era auxiliar sistemas antissatélites e antimíssil soviéticos.
O Kosmos 526 foi injetado em uma órbita inicial de 511 km de apogeu e 282 km de perigeu, com uma inclinação orbital de 71 graus e um período de 92,1 minutos. Reentrou na atmosfera terrestre em 8 de abril de 1973.